# Super Pac-Man
Super Pac-Man (яп. スーパーパックマン Супа:паккумэн) — аркадная видеоигра, разработанная японской компанией Namco и вышедшая в 1982 году. Эта игра рассказывает о том, как у Пак-Мена появилась сила супергероя. Также эта игра вышла на игровые консоли и на персональные компьютеры.

## Игровой процесс
Звуковое оформление и игровая механика претерпели радикальные изменения по сравнению с первыми двумя играми серии Pac-Man. Вместо поглощения точек игроку теперь необходимо собирать ключи для открытия дверей, за которыми находятся предметы, ранее известные как «фрукты» (такие продукты, как яблоки и бананы, или другие награды, например, флагманские корабли из Galaxian). Эти предметы стали основными объектами, которые требуется собрать для прохождения уровня. После того как вся еда собрана, игрок переходит на следующий уровень, где за еду начисляется больше очков. На начальных уровнях ключи открывают ближайшие двери, но по мере продвижения игрока чаще встречаются ключи, открывающие отдалённые двери. Пакман может войти в дом призраков в любое время без использования ключа.
В дополнение к стандартным энергетическим таблеткам, позволяющим Пакману поедать призраков, в игре представлены две «Супер» таблетки, превращающие его в Супер Пакмана на ограниченный период времени. В этом состоянии персонаж увеличивается в размерах, может перемещаться с повышенной скоростью при нажатии кнопки «Супер скорость» и способен проходить через двери без их открытия ключами. В это режиме Супер Пакман неуязвим для призраков, которые изображаются плоскими и тонкими, что создаёт эффект «пролетания» Супер Пакмана над ними. При этом он всё равно не может поедать призраков без использования стандартного усиления. Перед окончанием действия режима Супер Пакмана персонаж мигает белым цветом. Длительность эффекта можно увеличить, поглотив энергетическую или супер таблетку, если они доступны.
Дополнительные очки можно получить, если Пакман съедает звезду, появляющуюся между двумя центральными ячейками, в которых мигают различные символы. Обычно один символ останавливается, а второй продолжает мигать до тех пор, пока звезда не будет съедена, не будет потеряна жизнь или не истечёт отведённое время. Если звезда съедается в момент совпадения двух символов, игрок получает бонус в 2000 очков за любое совпадение и 5000 очков, если совпавшие символы соответствуют текущему уровню. В остальных случаях бонус аналогичен награде за поедание призрака: 200, 400, 800 или 1600 очков в зависимости от уровня. В некоторых версиях игры на более высоких уровнях может начисляться 2000 или 5000 очков независимо от типа символов.
Бонусные уровни появляются через определённые интервалы. На этих уровнях игроку представлен лабиринт, заполненный продуктами, которые необходимо полностью съесть, чтобы набрать очки, отсчитываемые таймером. На протяжении всего этапа Пакман находится в режиме Супер, а призраков на уровне нет.

## Порты
Порты для Casio PV-2000 и Sord M5 были выпущены в Японии под названием Mr. Packn и Power Pac. В 1988 году были выпущены версии MS-DOS и Commodore 64. Порты для Atari 5200 и Atari 800 были закончены в 1984 году, но не опубликованы.

## Наследие
- В 1996 году эта игра входила во второй выпуск игры Namco Museum для PlayStation.
- В 2006 году Jakks Pacific выпустила джойстик «Pac and Play Super Pac-Man», который содержал Super Pac-Man вместе с Pac-Man, Pac-Man Plus и Pac & Pal. Super Pac-Man также показан в играх Pac-Man: Gold Edition и Retro Arcade.
- Namco выпустила портативную версию для некоторых сотовых телефонов моделей исключительно на Sprint[3]. В качестве промоушена Sprint и Namco провели розыгрыш призов, который предложил главному призёру Volkswagen New Beetle с изображением Super Pac-Man. Автомобиль был представлен на главной выставке видеоигр E3 в Лос-Анджелесе в мае 2006 года. Розыгрыши начались 1 июня 2006 года и закончились 31 июля 2006 года.
- В 2014 году игра вошла в сборник Pac-Man Museum для персональных компьютеров.

## Приём
После выпуска в 1982 году компания Midway прогнозировала продажи около 10 000-15 000 игровых автоматов на территории США. К маю 1983 года игра стала самой прибыльной аркадной игрой месяца.
Издание Arcade Express оценило аркадную игру в 8 баллов из 10, отметив: «Новый дизайн лабиринта включает ключи, запертые двери и точки суперэнергии, что делает игру новым испытанием для любителей поглощать точки». В обзоре также положительно отмечена возможность увеличения размера Пакмана с помощью «Супер-точек», а также кнопка «Супер-скорость», увеличивающая его скорость передвижения.
Сам Иватани критически отзывался об игре, высказывая недовольство чрезмерным размером Пакмана в режиме Супер, а также называя игру в целом скучной.